# 国家代理官

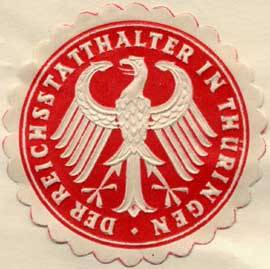
テューリンゲン州の国家代理官府の印章

国家代理官（こっかだいりかん、独: Reichsstatthalter）は、1933年から1945年まで存在したナチス・ドイツの行政機関である。国家代理官府はドイツ国内の各州や地域の総督府として機能しており、行政区域は現行の州の区域にほぼ対応していた。また、この行政区は帝国大管区と同等の権限を有していた。

## 概説
国家代理官は、政府中枢の代表者として、州の監督、管理を委託され、1933年3月31日に暫定的に公布された全国調整法のもと、各地域における強制的同一化を担当した。彼らの政治的地位は国の首相あるいは州首相に相当しており、場合によっては個人の独断でその権力を行使していた。
日本語では、「国家代理官」以外にも、「ライヒ代官」、「州総督」、「帝国総督」、「帝国州知事」、「国家地方長官」などの訳語がある。

## 権力機構

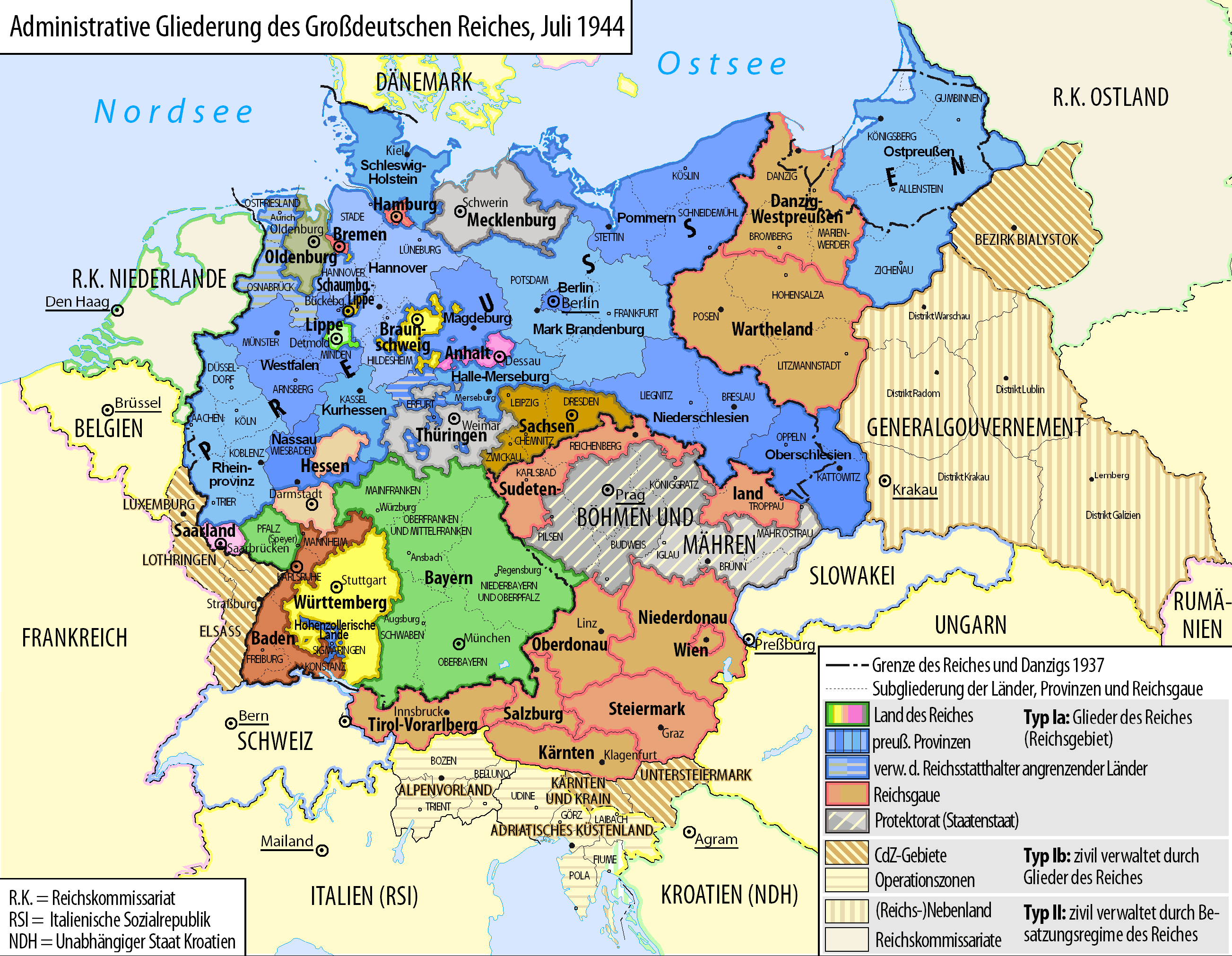
1944年時点での国家代理官府の行政区

任命された国家代理官は、ドイツ国首相兼総統であるアドルフ・ヒトラーによって作成された政策が遵守されることを保証する任務を負い、以下の権限を有していた。
- 州政府議長の任命と解任権
- 州議会の解散と選挙の決定
- 州法の起草と公布
- 州の役人と裁判官の任免権
- 恩赦の実施

### プロイセン州
当時のプロイセン州では、国家宰相（ドイツ国首相）が国家代理官を兼任していた。これにより、プロイセンの二重権力的な機構は終わりを迎えるはずと見なされており、州の大部分は最終的に国家に統一されるものとされた。プロイセンにおける国家代理官の地位は、1933年4月10日にヒトラーによって、州首相のヘルマン・ゲーリングに委任された。
1934年11月27日以降、プロイセンでは「国家の再編」が完遂されるまで、上級大統領（Oberpräsident）が帝国政府（Reichsregierung）の常任代表に任命された。彼らは、国および各州当局に優先するほどの権力を有しており「政策に関する問題の最終的な措置」を行使することができた。さらに、緊急の場合には一時的に命令の発令が許可されていた。

### ザールプファルツとヴェストマルク
1935年3月1日、ザール地域の再編の後、ザールブリュッケンに新しい行政当局が設置され、ザール＝プファルツ大管区の大管区指導者でバイエルン・プファルツ国家代理官であるヨーゼフ・ビュルケルが統治にあたった。1944年9月28日にビュルケルが亡くなった後、大管区宣伝指導者（Gaupropagandaleiter）のヴィリー・シュテーアが一時的にこれを引き継ぎ、1945年1月30日に正式に後任として任命された。
当局の名称は何度か変更された。
- 1935年2月11日：ザール地域再編のための国家弁務官（Reichskommissar für die Rückgliederung des Saargebiets）
- 1936年6月17日：ザールラント国家弁務官（Reichskommissar für das Saarland）
- 1940年4月8日：ザールプファルツ国家弁務官（Reichskommissar für die Saarpfalz）（ザールラントとプファルツのバイエルン行政区の暫定的な合併による）
- 1941年3月11日：ヴェストマルク国家代理官府（Reichsstatthalter in der Westmark）（ザールラント、バイエルン・プファルツ行政区、アルザス＝ロレーヌ地域の共同行政区の暫定的合併）

### その他の各州・地域
国家代理官府は、プロイセンを除く全国の主要地域に設立された。人口200万人未満の地域では、他の隣接地域と合併された（オルデンブルクとブレーメン、メクレンブルクとリューベック、リッペとシャウムブルク＝リッペなど）。
ほとんどの場合、ヒトラーはナチ党の大管区指導者を国家代理官に任命していたが、例外として、プロイセン州のゲーリングとバイエルン州のフランツ・フォン・エップの両名は大管区指導者の地位を有していなかった。
これらの国家代理官や大管区指導者による州政府への介入は、ナチ党による強制的同一化に重要な役割を担っていた。しかし、これは同時に国家代理官と大管区指導者との間の権力闘争をもたらす要因となった。

## 国家代理官の一覧
| 地名 | 本部               | 写真                                             | 国家代理官                                              |
| --- | ------------------ | ------------------------------------------------ | ------------------------------------------------------- |
| バーデン （1940年よりバーデン＝アルザス） | カールスルーエ     |                                                  | ロベルト・ワーグナー                                    |
| バイエルン | ミュンヘン         |                                                  | フランツ・フォン・エップ                                |
| ブラウンシュヴァイク/アンハルト | デッサウ           |                                                  | ヴィルヘルム・フリードリヒ・ローパー （1933年～1935年） |
| ブラウンシュヴァイク/アンハルト | デッサウ           | フリッツ・ザウケル （1935年～1937年）            |                                                         |
| ブラウンシュヴァイク/アンハルト | デッサウ           | ルドルフ・ヨルダン （1937年～1945年）            |                                                         |
| ハンブルク | ハンブルク         |                                                  | カール・カウフマン                                      |
| ヘッセン | ダルムシュタット   |                                                  | ヤーコブ・シュプレンガー                                |
| リッペ/シャウムブルク＝リッペ | デトモルト         |                                                  | アルフレート・マイヤー                                  |
| メクレンブルク＝シュヴェリーン/リューベック/メクレンブルク＝シュトレーリッツ （1934年よりメクレンブルク州/リューベック 1937年よりメクレンブルク州） | シュヴェリーン     |                                                  | フリードリヒ・ヒルデブラント                            |
| オルデンブルク/ブレーメン | オルデンブルク     |                                                  | カール・レーバー （1933年～1942年）                     |
| オルデンブルク/ブレーメン | オルデンブルク     | パウル・ヴェーゲナー （1942年～1945年）          |                                                         |
| プロイセン | ベルリン           |                                                  | アドルフ・ヒトラー （1933年～1935年）                   |
| プロイセン | ベルリン           | ヘルマン・ゲーリング （1935年～1945年） （実務） |                                                         |
| ザクセン | ドレスデン         |                                                  | マルティン・ムッチュマン                                |
| テューリンゲン | ヴァイマル         |                                                  | フリッツ・ザウケル                                      |
| ヴュルテンベルク | シュトゥットガルト |                                                  | ヴィルヘルム・ムール                                    |

## 帝国大管区付属の国家代理官
帝国大管区（ズデーテン、ダンツィヒ＝西プロイセン、ヴァルテラント、ドナウ＝アルプス）では、国家代理官が国家弁務官の補佐を務め、各地の帝国大管区指導者でもあった。
| 地名                       | 本部               | 写真                                            | 国家代理官                                          |
| -------------------------- | ------------------ | ----------------------------------------------- | --------------------------------------------------- |
| ダンツィヒ＝西プロイセン   | ダンツィヒ         |                                                 | アルベルト・フォルスター （1939年～1945年）         |
| ケルンテン                 | クラーゲンフルト   |                                                 | フランツ・クッチェラ （1940年～1941年）             |
| ケルンテン                 | クラーゲンフルト   | フリードリヒ・ライナー （1941年～1945年）       |                                                     |
| ニーダーエスターライヒ     | ウィーン           |                                                 | ヒューゴ・ユーリー （1940年～1945年）               |
| オーバードナウ             | リンツ             |                                                 | アウグスト・アイグルーバー （1940年～1945年）       |
| ザルツブルク               | ザルツブルク       |                                                 | フリードリヒ・ライナー （1940年～1941年）           |
| ザルツブルク               | ザルツブルク       | グスタフ・アドルフ・シェール （1941年～1945年） |                                                     |
| シュタイアーマルク         | グラーツ           |                                                 | ジークフリート・ウイバーライター （1940年～1945年） |
| ズデーテン                 | ライヒェンベルク   |                                                 | コンラート・ヘンライン                              |
| チロル＝フォアアールベルク | インスブルック     |                                                 | フランツ・ホーファー （1940年～1945年）             |
| ヴァルテラント             | ポーゼン           |                                                 | アルトゥール・グライザー （1939年～1945年）         |
| ヴェストマルク             | ザールブリュッケン |                                                 | ヨーゼフ・ビュルケル （1941年～1944年）             |
| ヴェストマルク             | ザールブリュッケン | ヴィリー・シュテーア （1944年～1945年）         |                                                     |
| 大ウィーン                 | ウィーン           |                                                 | バルドゥール・フォン・シーラッハ （1940年～1945年） |